# گذری به هند
گذری به هند (به انگلیسی: A Passage to India) رمانی از ادوارد مورگان فورستر است که در سال ۱۹۲۴ میلادی منتشر شد. فورستر در این رمان که در دورهٔ سلطهٔ انگلیس بر هند می‌گذرد، به رابطه انگلیسی‌ها و هندی‌ها و نیز تلقی دو فرهنگ از جهان و انسان می‌پردازد. گذری به هند، از مطرح‌ترین آثار فورستر می‌باشد. این رمان برندهٔ چند جایزه شده‌است. دیوید لین در سال ۱۹۸۴ فیلمی بر پایهٔ این رمان ساخت.

## شخصیت‌ها
دکتر عزیزپزشک هندی مسلمان جوانی است که در بیمارستان انگلیسی‌ها در شهر چاندراپور کار می‌کند. عزیز گاهی به یاد همسر درگذشته‌اش می‌افتد اما او می‌داند که هیچگاه عشقی بین آن‌ها نبوده است. دکتر عزیز شخصیت فروتنی دارد و به راحتی با دیگران دوست می‌شود. او بیش از منطق بر احساس خود تکیه می‌کند. عادله کوستد ادعا می‌کند که عزیز به او تجاوز کرده و محاکمه عزیز یکی از مهم‌ترین وقایع رمان است.
سیریل فیلدینگمرد انگلیسی میان‌سال و مدیر کالج انگلیسی‌ها در چاندراپور است. او تاکنون ازدواج نکرده و بی‌خداست. فیلدینگ تبدیل به بهترین دوست عزیز می‌شود و در جریان محاکمه از او حمایت می‌کند اما سوء تفاهم‌هایی آن‌ها را از یکدیگر جدا می‌کند.
عادله کوستددختر جوان انگلیسی که به قصد ازدواج با رونی هزلپ به هند آمده است. او قصد دارد هند واقعی را بشناسد اما در جریان بازدید از غارهای مارابار به اشتباه عزیز را متهم می‌کند که قصد تجاوز به او را داشته است.
خانم مورمادر مسن رونی هزلپ که برای دیدن مراسم ازدواج پسرش با عادله کوستد به هند آمده است. او زنی متفکر است که نخستین بار در مسجد عزیز را ملاقات می‌کند و از همان زمان در قلب او جای می‌گیرد. خانم مور به هندیان احترام می‌گذارد و هندیان نیز او را گرامی می‌دارند و از او قهرمان می‌سازند. خانم مور پس از ماجرای متهم ساختن عزیز، رفتاری تلخ و بی‌تفاوت را در پیش می‌گیرد.
رونی هزلپقاضی شهر چاندراپور و پسر بزرگ خانم مور است. او با اینکه ذاتاً انسان بدی نیست، دیدگاه‌های نژادپرستانهٔ همکارانش را بازتاب می‌دهد. پس از آنکه عادله شکایت خود از عزیز را پس می‌گیرد، رونی نیز نامزدیشان را برهم می‌زند.
پروفسور گودبلپیرمرد مؤدب، متفکر و آرام هندی که پیرو آیین هندوئیسم است. او تا حد زیادی از مناقشه‌های درون رمان دور می‌ماند.
سرگرد کالندرجراح انگلیسی و مافوق عزیز است. او دشمن هندی‌هاست و دیدگاه‌های نژادپرستانهٔ شدیدی دارد. در میان هندیان شایع می‌شود که او بر روی زخم بیماری هندی فلفل ریخته است.
خانم درکزن انگلیسی که برای خانواده ثروتمند هندی کار می‌کند. او بدون اجازه آن‌ها از خودروشان استفاده می‌کند بدون آنکه برای دیر تحویل دادن آن دچار دردسری شود. وی با مک‌براید که خودش ازدواج کرده وارد رابطه‌ای می‌شود.
حمیداللهعمو و دوست عزیز که در دانشگاه کمبریج حقوق خوانده است. او در آغاز رمان عنوان می‌کند که دوستی با مردی انگلیسی در انگلستان راحت‌تر از دوستی با او در هند است.

## نمادها
رمان گذری به هند از سه بخش تشکیل شده است:
1. مسجد: سمبلی از امکان تفاهم بین انگلیسی‌ها و مردم هند است. در عین حال مظهری از پیروزی اسلام در نظر عزیز و دوستانش به شمار می‌رود.
2. غار: سمبلی از شکست هر نوع تفاهم و رابطه بین انگلیسی‌ها و مردم هند.
3. معبد: سمبلی از هندوئیسم که پیروان آن تمام جهانیان، بلکه تمام کائنات را دوست دارند. هندوئیسم چون تصوف عشق را مبدأ اندیشه خود قرار می‌دهد و این عشق تمام موجودات را دربرمی‌گیرد و از مرز فرقه‌ها و دین‌ها می‌گذرد.